# Nuoto ai XVI Giochi del Mediterraneo - 100 metri farfalla femminili

## Record
Prima di questa competizione, il record del mondo (WR) e il record dei Giochi del Mediterraneo (GR) erano i seguenti:
|    | 56"61 | Inge de Bruijn Paesi Bassi | 17 settembre 2000 Sydney, Australia |
| GR | 59"68 | Ambra Migliori Italia      | 25 giugno 2005 Almería, Spagna      |

Durante l'evento sono stati migliorati i seguenti record:
| Data      | Evento      | Atleta                   | Nazione | Tempo | Record |
| --------- | ----------- | ------------------------ | ------- | ----- | ------ |
| 28 giugno | 3ª batteria | Ángela San Juan Cisneros | Spagna  | 59"65 | GR     |
| 28 giugno | Finale      | Francesca Segat          | Italia  | 59"13 | GR     |

## Batterie
Domenica 28 giugno, ore 11:40 CEST.
Si sono svolte 3 batterie di qualificazione. Le prime 8 atlete si sono qualificate direttamente per la finale.
| #  | Batteria | Corsia | Atleta                   | Nazionalità          | Tempo   | Note  |
| -- | -------- | ------ | ------------------------ | -------------------- | ------- | ----- |
| 1  | 3        | 3      | Ángela San Juan Cisneros | Spagna               | 59"65   | Q, GR |
| 2  | 1        | 3      | Camille Muffat           | Francia              | 59"73   | ? -   |
| 3  | 1        | 4      | Francesca Segat          | Italia               | 1'00"13 | Q     |
| 4  | 2        | 4      | Ilaria Bianchi           | Italia               | 1'00"30 | Q     |
| 5  | 3        | 5      | Diane Bui Duyet          | Francia              | 1'00"65 | Q     |
| 6  | 1        | 5      | Magali Rousseau          | Francia              | 1'00"75 | ? -   |
| 6  | 3        | 6      | Iris Rosenberger         | Turchia              | 1'00"75 | Q     |
| 8  | 2        | 3      | Anna Schoholeva          | Cipro                | 1'00"81 | Q     |
| 9  | 1        | 8      | Kristel Vourna           | Grecia               | 1'01"67 |       |
| 10 | 2        | 6      | Panagiota Tsialta        | Grecia               | 1'01"72 |       |
| 11 | 1        | 6      | Sofija Djelic            | Slovenia             | 1'02"13 |       |
| 12 | 2        | 5      | Mélanie Henique          | Francia              | 1'02"35 |       |
| 13 | 2        | 2      | Fella Bennaceur          | Algeria              | 1'02"57 |       |
| 14 | 3        | 7      | Yasemin Rosenberger      | Turchia              | 1'02"70 |       |
| 15 | 1        | 2      | Andriana Terzi           | Grecia               | 1'02"97 |       |
| 16 | 3        | 1      | Simona Muccioli          | San Marino           | 1'04"43 |       |
| 17 | 2        | 7      | Lilia Karrakchou         | Marocco              | 1'04"65 |       |
| 18 | 1        | 7      | Tina Dobovsek            | Slovenia             | 1'06"19 |       |
| 19 | 3        | 2      | Shahrazad Ramond         | Marocco              | 1'06"66 |       |
| 20 | 2        | 1      | Selma Atic               | Bosnia ed Erzegovina | 1'07"62 |       |
| 21 | 1        | 1      | Laila Kamal Farhat       | Libia                | 1'11"64 |       |

## Finale
Domenica 28 giugno, ore 18:33 CEST.
| Posizione | Corsia | Atleta                   | Paese    | Tempo   | Note |
| --------- | ------ | ------------------------ | -------- | ------- | ---- |
|           | 5      | Francesca Segat          | Italia   | 59"13   | GR   |
|           | 6      | Diane Bui Duyet          | Francia  | 59"24   |      |
|           | 4      | Ángela San Juan Cisneros | Spagna   | 59"60   |      |
| 4         | 3      | Ilaria Bianchi           | Italia   | 59"88   |      |
| 5         | 2      | Iris Rosenberger         | Turchia  | 1'00"61 |      |
| 6         | 7      | Anna Schoholeva          | Cipro    | 1'01"12 |      |
| 7         | 1      | Panagiota Tsialta        | Grecia   | 1'01"46 |      |
| 8         | 8      | Sofija Djelic            | Slovenia | 1'02"75 |      |